# 22 Cygni
Désignations
22 Cygni (en abrégé 22 Cyg) est une étoile binaire de la constellation boréale du Cygne. Elle est visible à l'œil nu avec une magnitude apparente de 4,94. Le système présente une parallaxe annuelle de 2,56 mas mesurée par le satellite Gaia, ce qui permet d'en déduire qu'il est distant d'environ 390 pc (∼1 270 al) de la Terre. Il se rapproche du Système solaire à une vitesse radiale héliocentrique de −15 km/s.
22 Cygni est une binaire spectroscopique à raies simples dont les deux étoiles complètent une orbite selon une période orbitale de 78,2 jours et avec une excentricité autour de 0,17. Sa composante visible est classée comme une sous-géante bleu-blanc de type spectral B5 IV. Elle est âgée autour de 37 millions d'années et elle est environ huit fois plus massive que le Soleil. Elle tourne sur elle-même à une vitesse de rotation projetée de 30 km/s et sa métallicité est essentiellement la même que celle du Soleil en considérant les marges d'erreur. Le rayon de l'étoile est 5,6 fois plus grand que le rayon solaire, mais elle est 7 305 fois plus lumineuse que le Soleil et sa température de surface est de 15 200 K.